# Viateur de Lyon
Viateur de Lyon (IVe siècle) est un lecteur de l'Église de Lyon vénéré comme saint et fêté par l'Église catholique le 21 octobre.

## Biographie
Il naît vers l'an 370 et ordonné lecteur par saint Just, évêque de lyon. Une des fonctions du lecteur était de lire les textes bibliques à la messe.
Un jour, dans un accès de folie, un homme tue plusieurs personnes et se réfugie dans une église ; bientôt le peuple s'assemble en foule pour le mettre à mort. Saint Just s'oppose à la vindicte populaire et remet le coupable à un magistrat, mais la foule s'empare du meurtrier et le tue. Cet événement trouble Just qui se regarde comme responsable de la mort de l'homme et prend la résolution d'expier sa faute dans un monastère, et confie son secret au jeune Viateur. Lors d'un voyage à Tournon, Just s'échappe de nuit avec Viateur. Ils embarquent sur un bateau pour l'Égypte et se présente à l'un des nombreux monastères du désert de la Thébaïde. À sa mort, Just prédit à Antiochus, prêtre de Lyon qui était venu le rejoindre dans la solitude, qu'il deviendrait évêque de Lyon et annonce la mort prochaine de Viateur qui arriva le 21 octobre 389.
Les restes de saint Just et de saint Viateur furent déposés dans l'église des Macchabées (depuis église Saint-Just de Lyon). En 1562, les calvinistes brûlent une partie des reliques. Le reste est conservé dans l'église Saint-Just jusqu'à la révolution française où un sacristain les confie à l'abbé Caron. Ce dernier voyant un jour prier dans cette église le père Louis Querbes, fondateur des clercs de Saint-Viateur, il lui remit les reliques du saint patron qu'il avait choisi pour sa fondation ; elles sont depuis dans la chapelle des Viatoriens de Vourles.